# Жалудок
Жалудок или Желудок (блр. Жалудок; рус. Желудок; пољ. Żołudek) насељено је место са административним статусом варошице (городской посёлок) у западном делу Републике Белорусије. Административно припада Шчучинском рејону Гродњенске области и административни је центар истоимене општине.
Према подацима пописа становништва из 2009. у вароши је живело 1.300 становника.

## Географија
Варошица је смештена на обалама реке Жалудјанке, десне притоке Њемена. Налази се на неких 15 km источно од административног центра рејона Шчучина и на око 40 km јужније од града Лиде. Варошица је удаљена око 7 km југозападно од железничке станице на линији Масти—Маладзечна.

## Историја
У писаним документима насеље се први пут помиње 1385. (у извештајима тевтонских шпијуна) као феудални посед феудалаца из породице Стегевил „Stegewillendorf Szolutka“. Године 1490, литвански кнез Казимир је у насељу подигао прву католичку цркву. Од средине 16. века насељем и околином управљају кнежеви из династије Сапега.
У току Другог светског рата град је 27. јуна 1941. спаљен до темеља, а у централној градској улици Нацисти су оформили гето за Јевреје и антифашисте.

## Демографија
Према резултатима пописа из 2009. у вароши је живело 1.300 становника.